# Staffan och Bengt
Staffan och Bengt var en svensk duo bestående av Staffan Ling (född 1944) och Bengt Andersson (1922–2007), som var skådespelare, programledare och manusförfattare. Duon var främst verksam från och med 1970-talet till slutet av 1980-talet, bland annat i TV-programserien Sant och sånt samt i julkalendrarna Julstrul med Staffan & Bengt i SVT 1984 och Liv i luckan med julkalendern i SVT 1988.
De fick sitt genombrott i samband med Sant och sånt som sändes i omgångar 1972–1987 i Sveriges Television. Staffan Ling var inspirerad av Per Ragnars och Gösta Ekmans TV-program Experimentlek och ville göra något liknande. Bengt Andersson var etablerad revyskådespelare i Umeå och de hade tidigare arbetat tillsammans i någon sketch. Ling hade en idé och tyckte att Andersson skulle passa i rollen som alkemist på en vind. TV-serien Sant och sånt resulterade bland annat i boken Försök med Staffan och Bengt: enkla experiment som du kan göra själv.
När TV-serien blev en succé fick duon fler uppdrag i både TV och radio. De medverkade även i långfilmen Sällskapsresan II – Snowroller som sparkförsäljarna Brännström och Hedlund. Duon upplöstes mer eller mindre i samband med att Ling avslutade sin anställning vid Sveriges Television 1988. Däremot blev det spontana samarbeten även senare, som i frågesporten Femettan. Ling fortsatte att ha viss kontakt med Andersson fram till dennes bortgång i december 2007.